# Bornel
Bornel és un municipi francès, situat al departament de l'Oise i a la regió dels Alts de França. L'any 2007 tenia 3.630 habitants.

## Demografia

### Població
El 2007 la població de fet de Bornel era de 3.630 persones. Hi havia 1.350 famílies de les quals 298 eren unipersonals (114 homes vivint sols i 184 dones vivint soles), 361 parelles sense fills, 566 parelles amb fills i 125 famílies monoparentals amb fills.
La població ha evolucionat segons el següent gràfic:
Habitants censats

### Habitatges
El 2007 hi havia 1.424 habitatges, 1.360 eren l'habitatge principal de la família, 9 eren segones residències i 55 estaven desocupats. 1.053 eren cases i 366 eren apartaments. Dels 1.360 habitatges principals, 871 estaven ocupats pels seus propietaris, 469 estaven llogats i ocupats pels llogaters i 20 estaven cedits a títol gratuït; 40 tenien una cambra, 173 en tenien dues, 266 en tenien tres, 368 en tenien quatre i 513 en tenien cinc o més. 1.087 habitatges disposaven pel capbaix d'una plaça de pàrquing. A 662 habitatges hi havia un automòbil i a 548 n'hi havia dos o més.

### Piràmide de població
La piràmide de població per edats i sexe el 2009 era:
| Homes | Edats   | Dones |
| ----- | ------- | ----- |
| 0     | 95 o +  | 0     |
| 4     | 90 a 94 | 1     |
| 8     | 85 a 89 | 21    |
| 0     | 80 a 84 | 8     |
| 56    | 75 a 79 | 37    |
| 44    | 70 a 74 | 60    |
| 30    | 65 a 69 | 62    |
| 40    | 60 a 64 | 61    |
| 50    | 55 a 59 | 54    |
| 166   | 50 a 54 | 111   |
| 145   | 45 a 49 | 141   |
| 124   | 40 a 44 | 188   |
| 109   | 35 a 39 | 105   |
| 186   | 30 a 34 | 148   |
| 134   | 25 a 29 | 126   |
| 92    | 20 a 24 | 95    |
| 148   | 15 a 19 | 108   |
| 141   | 10 a 14 | 136   |
| 156   | 5 a 9   | 117   |
| 111   | 0 a 4   | 116   |

## Economia
El 2007 la població en edat de treballar era de 2.488 persones, 1.954 eren actives i 534 eren inactives. De les 1.954 persones actives 1.774 estaven ocupades (945 homes i 829 dones) i 179 estaven aturades (81 homes i 98 dones). De les 534 persones inactives 144 estaven jubilades, 228 estaven estudiant i 162 estaven classificades com a «altres inactius».

### Ingressos
El 2009 a Bornel hi havia 1.339 unitats fiscals que integraven 3.523 persones, la mediana anual d'ingressos fiscals per persona era de 20.618 €.

### Activitats econòmiques
Dels 121 establiments que hi havia el 2007, 3 eren d'empreses extractives, 3 d'empreses alimentàries, 14 d'empreses de fabricació d'altres productes industrials, 29 d'empreses de construcció, 20 d'empreses de comerç i reparació d'automòbils, 10 d'empreses de transport, 5 d'empreses d'hostatgeria i restauració, 1 d'una empresa d'informació i comunicació, 6 d'empreses financeres, 2 d'empreses immobiliàries, 15 d'empreses de serveis, 9 d'entitats de l'administració pública i 4 d'empreses classificades com a «altres activitats de serveis».
Dels 39 establiments de servei als particulars que hi havia el 2009, 1 era una oficina de correu, 1 una oficina bancària, 2 tallers de reparació d'automòbils i de material agrícola, 1 autoescola, 5 paletes, 5 guixaires pintors, 4 fusteries, 7 lampisteries, 2 electricistes, 3 empreses de construcció, 2 perruqueries, 3 restaurants i 3 agències immobiliàries.
Dels 7 establiments comercials que hi havia el 2009, 2 eren botiges de menys de 120 m², 1 una botiga de menys de 120 m², 2 carnisseries, 1 una llibreria i 1 una botiga de mobles.
L'any 2000 a Bornel hi havia 5 explotacions agrícoles.

## Equipaments sanitaris i escolars
L'únic equipament sanitari que hi havia el 2009 era una farmàcia.
El 2009 hi havia 1 escola maternal i 1 escola elemental. Bornel disposava d'un col·legi d'educació secundària amb 500 alumnes.

## Poblacions més properes
El següent diagrama mostra les poblacions més properes.